# Alsophila sodiroi
Alsophila sodiroi là một loài thực vật có mạch trong họ Cyatheaceae. Loài này được Baker mô tả khoa học đầu tiên năm 1891.